# Schistoglossa curtipennis
Schistoglossa curtipennis är en skalbaggsart som först beskrevs av Sharp 1869.  Schistoglossa curtipennis ingår i släktet Schistoglossa, och familjen kortvingar. Arten är reproducerande i Sverige.